# Спринг Вали (округ Лејк, Калифорнија)
Спринг Вали (енгл. Spring Valley, Lake County) насељено је место без административног статуса у америчкој савезној држави Калифорнија.

## Демографија
По попису из 2010. године број становника је 845.
| Група             | 2000.    | 2010.       |
| Белци             | 0 (0,0%) | 734 (86,9%) |
| Афроамериканци    | 0 (0,0%) | 15 (1,8%)   |
| Азијати           | 0 (0,0%) | 6 (0,7%)    |
| Хиспаноамериканци | 0 (0,0%) | 71 (8,4%)   |
| Укупно            | 0        | 845         |